# Nigritomyia cinerea
Nigritomyia cinerea är en tvåvingeart som först beskrevs av Carl Ludwig Doleschall 1857.  Nigritomyia cinerea ingår i släktet Nigritomyia och familjen vapenflugor. Inga underarter finns listade i Catalogue of Life.